# Рыдома (аэродром)
Рыдома — бывший военный аэродром в Ленинском районе Тульской области. Вблизи аэродрома находится посёлок Рыдомо. В 80-х годах был передан аэроклубу КБ Сухого.

## История
Аэродром построен в 1942 году в рамках создания системы авиационного прикрытия Тульского укрепрайона.
- В период с 1 августа 1942 года по 21 августа 1942 года на аэродроме Рыдома по штату 015/174 на базе 177-го, 495-го и 787-го истребительных авиационных полков был сформирован 960-й истребительный авиационный полк ПВО, который в составе 125-й истребительной авиационной дивизии ПВО обеспечивал прикрытие Тульского укрепрайона[1].
- С августа 1943 года на аэродроме базируется 840-й дальнебомбардировочный авиационный полк 113-й бомбардировочной авиационной дивизии.

После войны аэродром использовался как аэродром военно-транспортной авиации (229-й и 8-й военно-транспортный авиационные полки на самолётах Ан-8, Ан-12). В 1962 году базировался полк Ан-8, в 1971 выполнялись полеты Ан-12.
В 1985 году на базе аэродрома под эгидой ДОСААФ СССР был создан авиационно-спортивный клуб «ОКБ Сухого». За годы работы аэроклуба в нём прошли обучение большое количество курсантов. Выпускники аэроклуба неоднократно становились чемпионами и призёрами соревнований по авиационным видам спорта. На базе аэродрома проводились соревнования всероссийского и областного ранга, а также сборы сборной команды России по высшему пилотажу.
В 1996 году аэродром был передан АТСК АООТ «ОКБ Сухого». В составе АТСК действовали самолётное и планерные звенья.